# 県庁前駅 (千葉県)

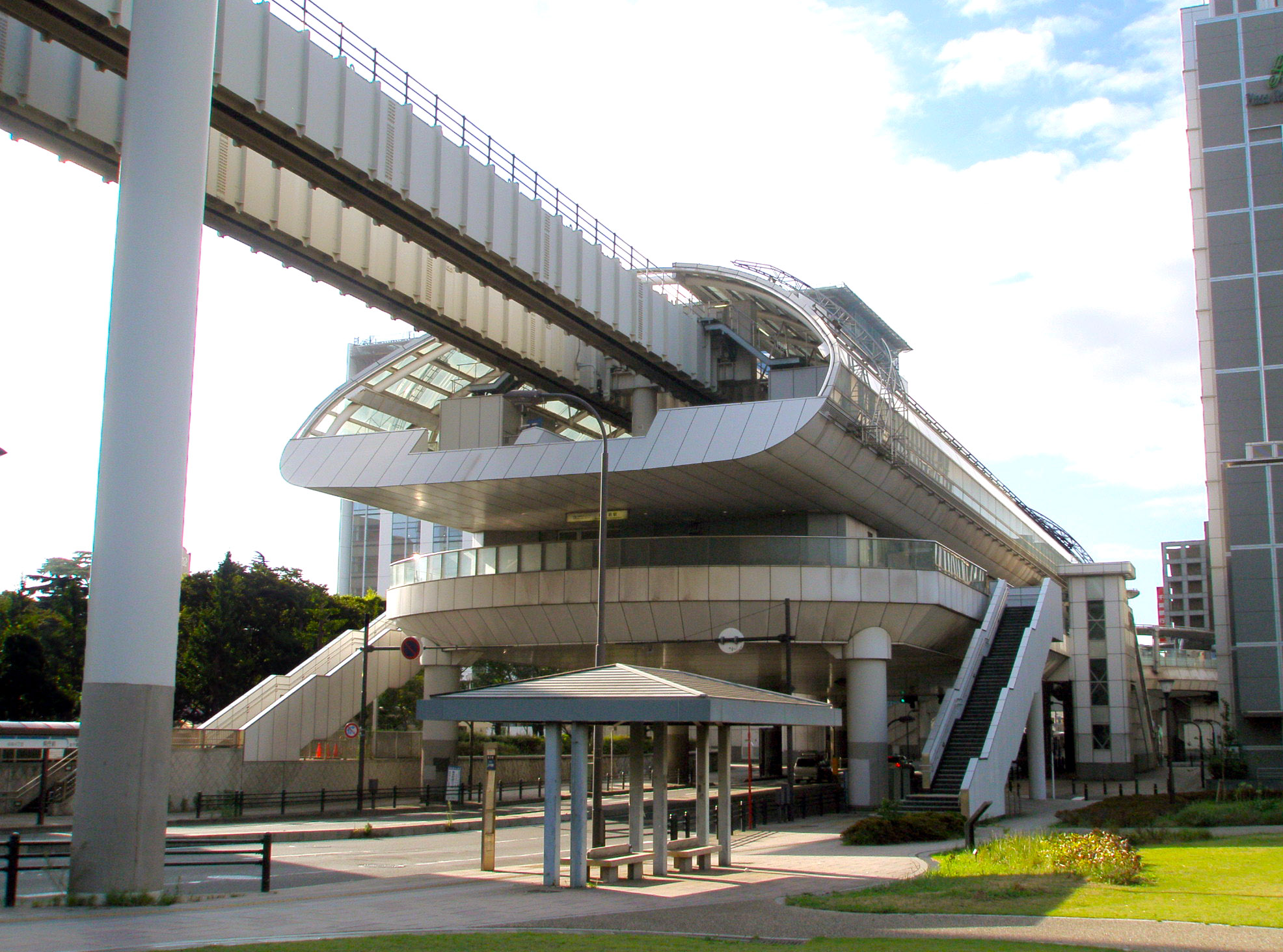
1・2番出入口（2008年8月）

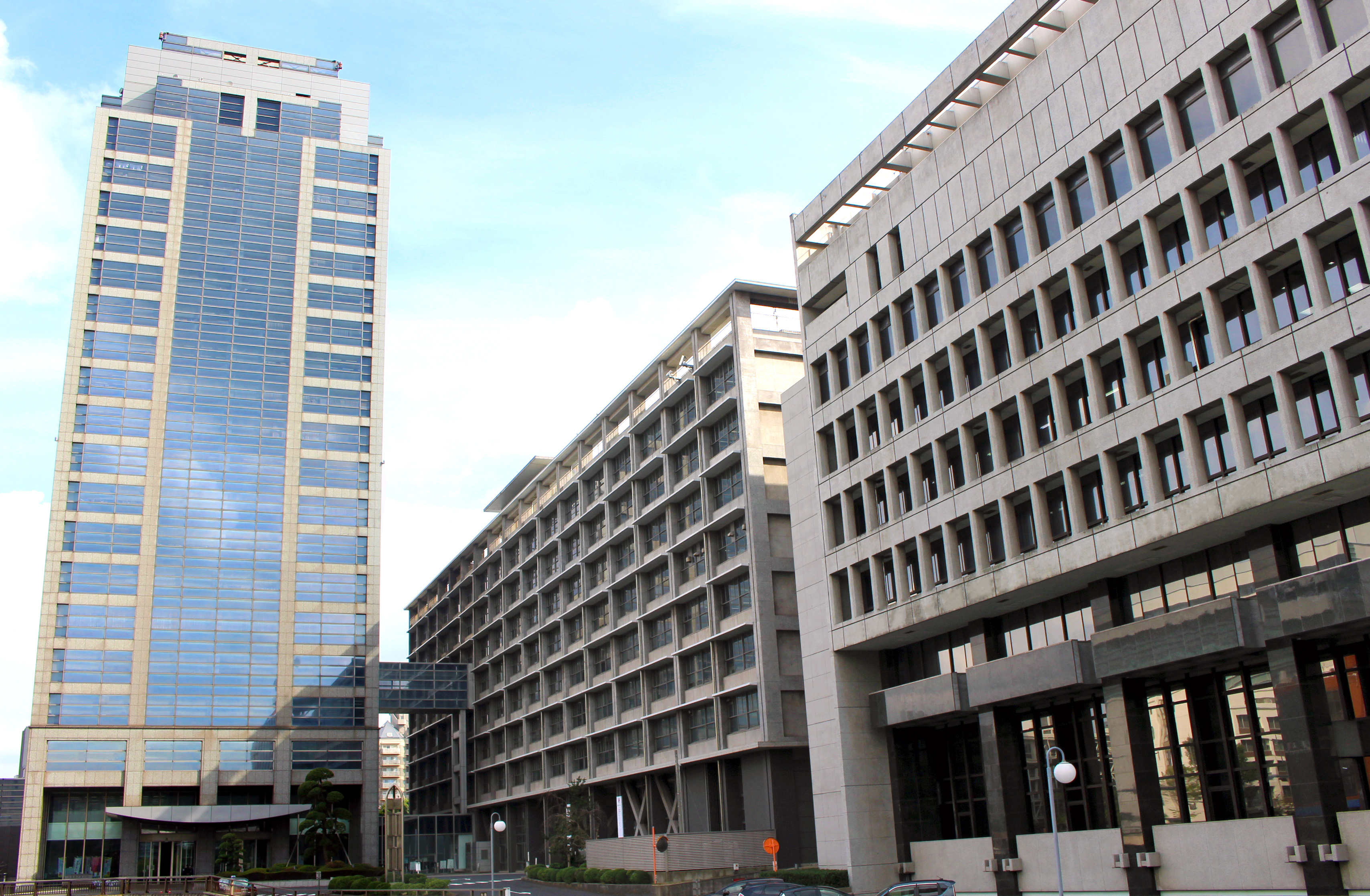
千葉県庁舎・議会棟

県庁前駅（けんちょうまええき）は、千葉県千葉市中央区市場町にある、千葉都市モノレール1号線の駅で、同線の終着駅である。駅番号はCM18。関東の駅百選に選定されている。

## 歴史
- 1999年（平成11年）
  - 3月24日 - 開業[2]。
  - 10月14日 - 関東の駅百選に選定される[3]。選定理由は「総ガラス張りから自然光を取り入れ21世紀の明るい未来を連想させる駅」[3]。
- 2009年（平成21年）3月14日 - ICカード「PASMO」の利用が可能となる[4][2]。

## 駅構造
相対式2面2線ホームを持つ高架駅であるが、定期列車は1番線のみ使用しており、2番線は保線用車両の留置線などとして用いられている。当駅より先への延伸計画が存在したことから、延伸が可能な構造となっている。総ガラス張りのホームから自然光を採り入れている。駅舎を出ると、丸い形の歩道橋が目の前に広がる。駅員無配置。インターホンで他の有人駅と通話が可能。

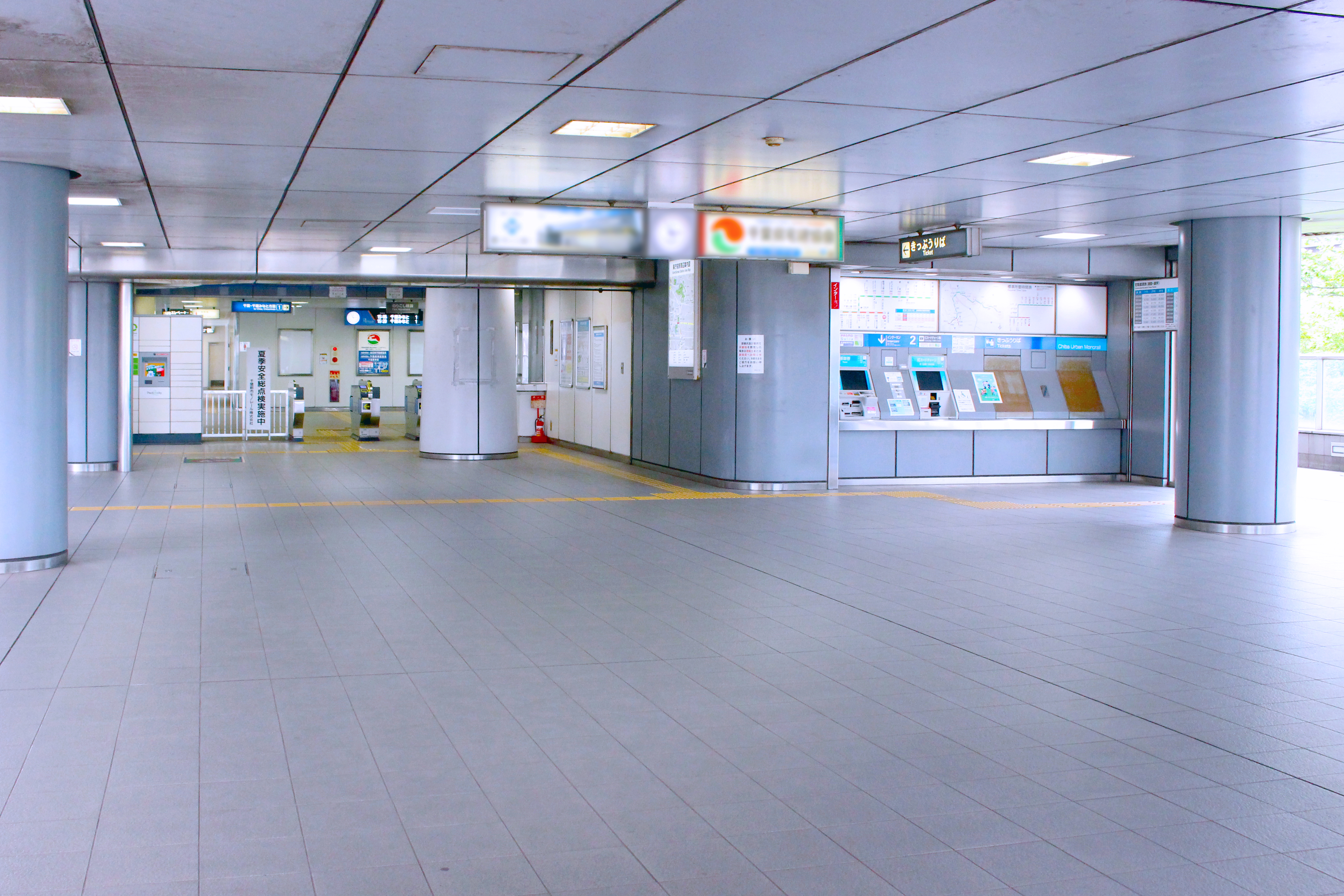
改札外コンコース（2024年7月）
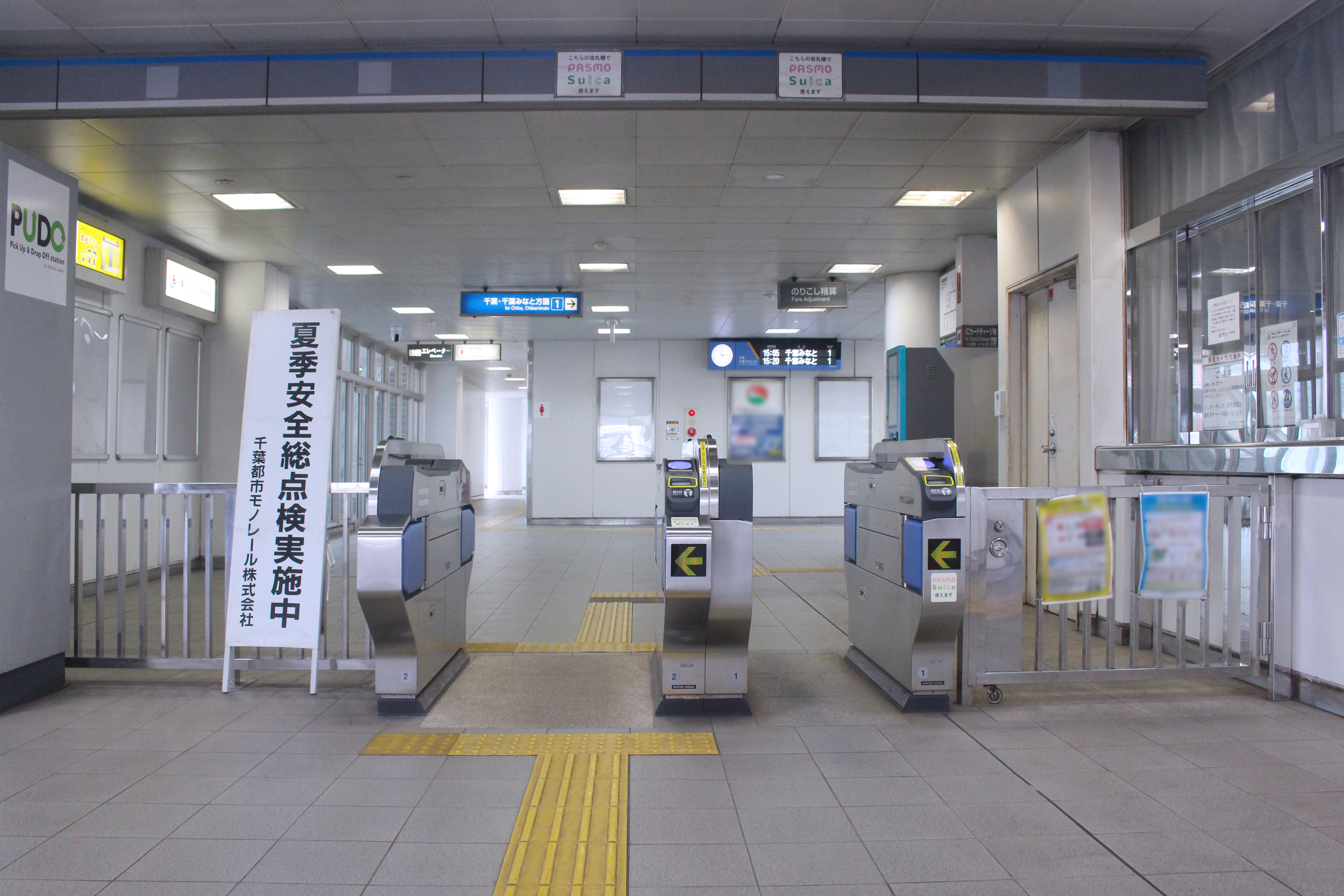
改札口（2024年7月）
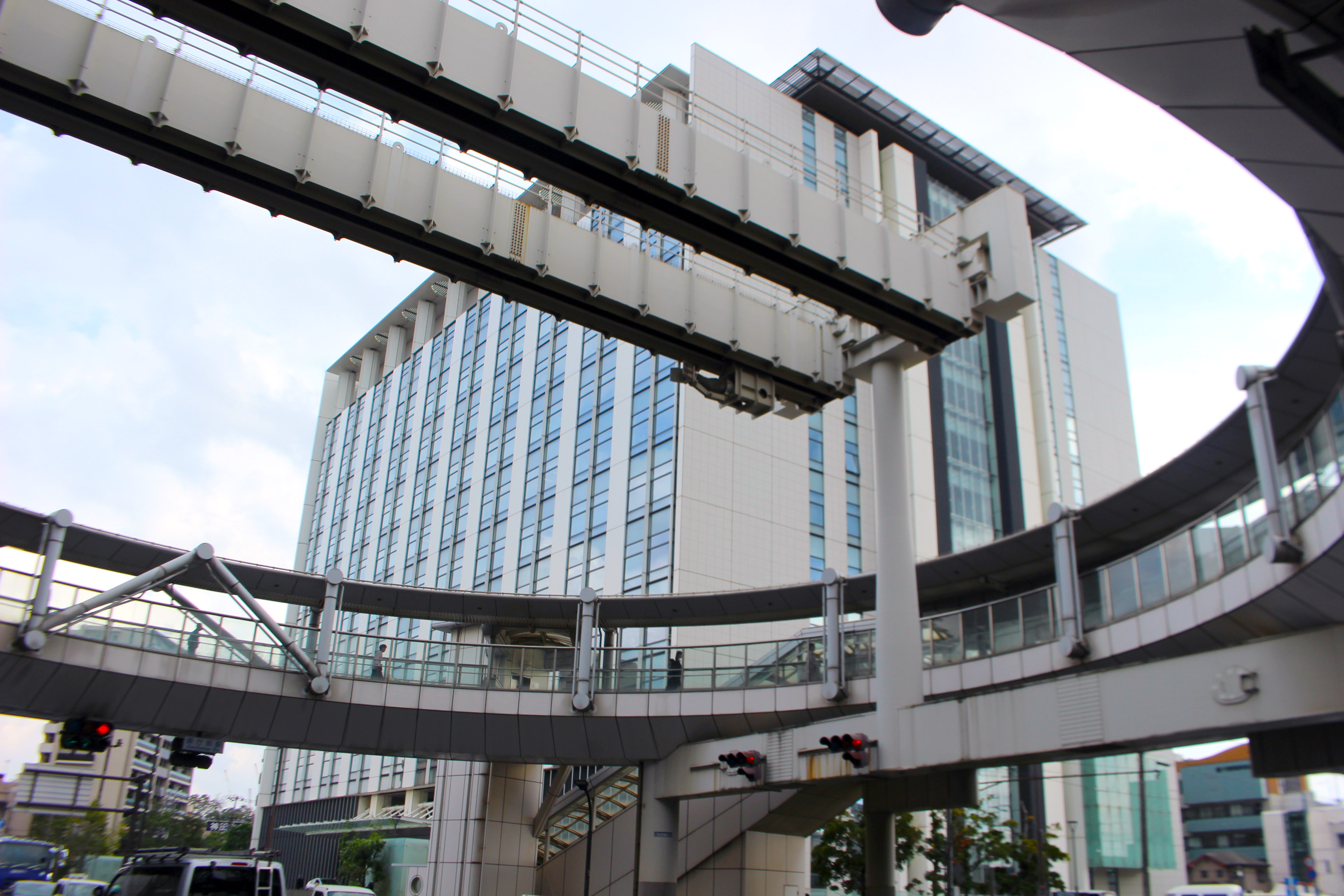
モノレール軌道桁の終端（2019年10月）

### のりば
| 番線 | 路線  | 行先                   |
| ---- | ----- | ---------------------- |
| 1    | 1号線 | 千葉・千葉みなと方面   |
| 2    | 1号線 | （定期列車の発着無し） |

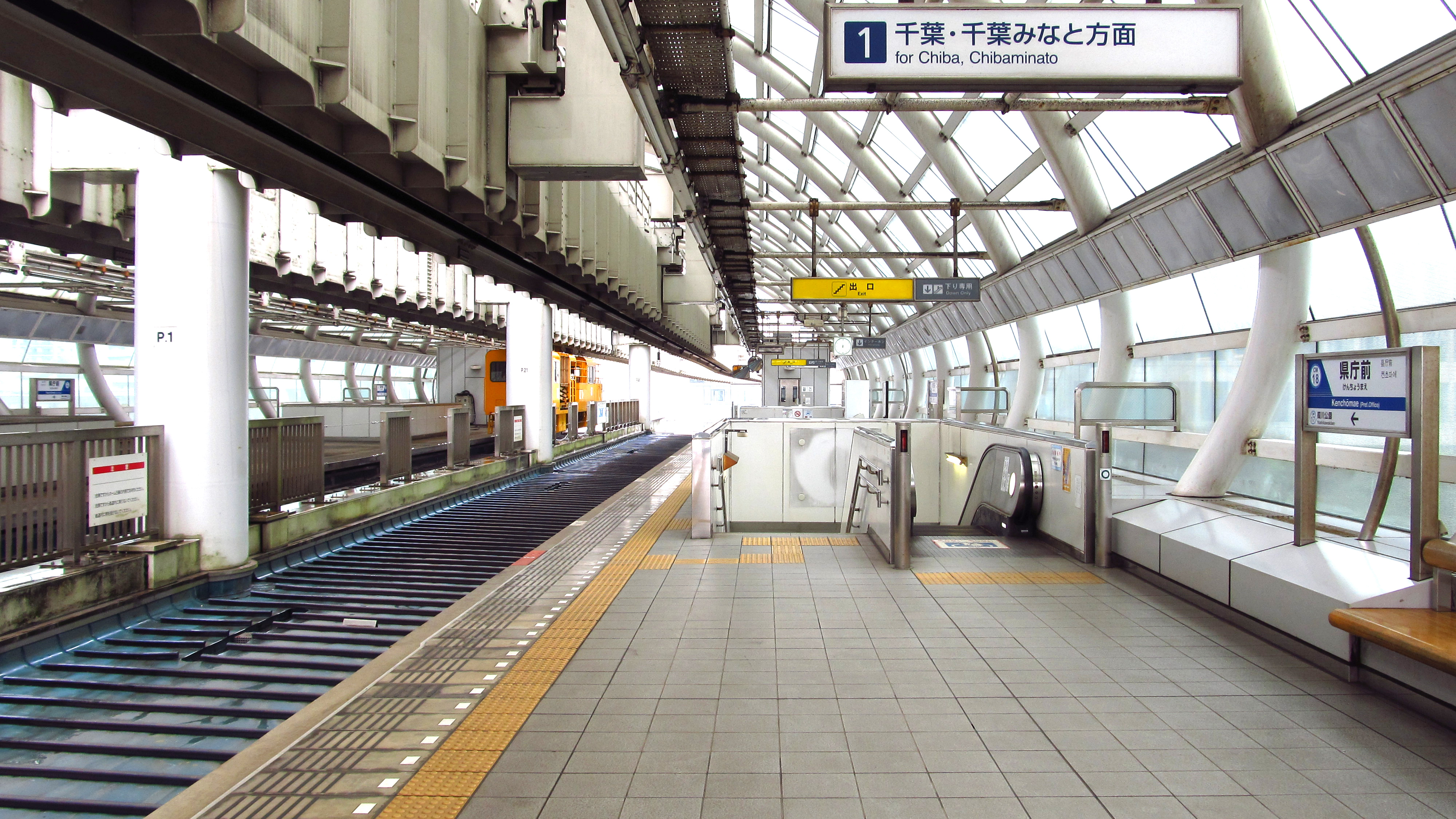
1番線ホーム（2019年7月）
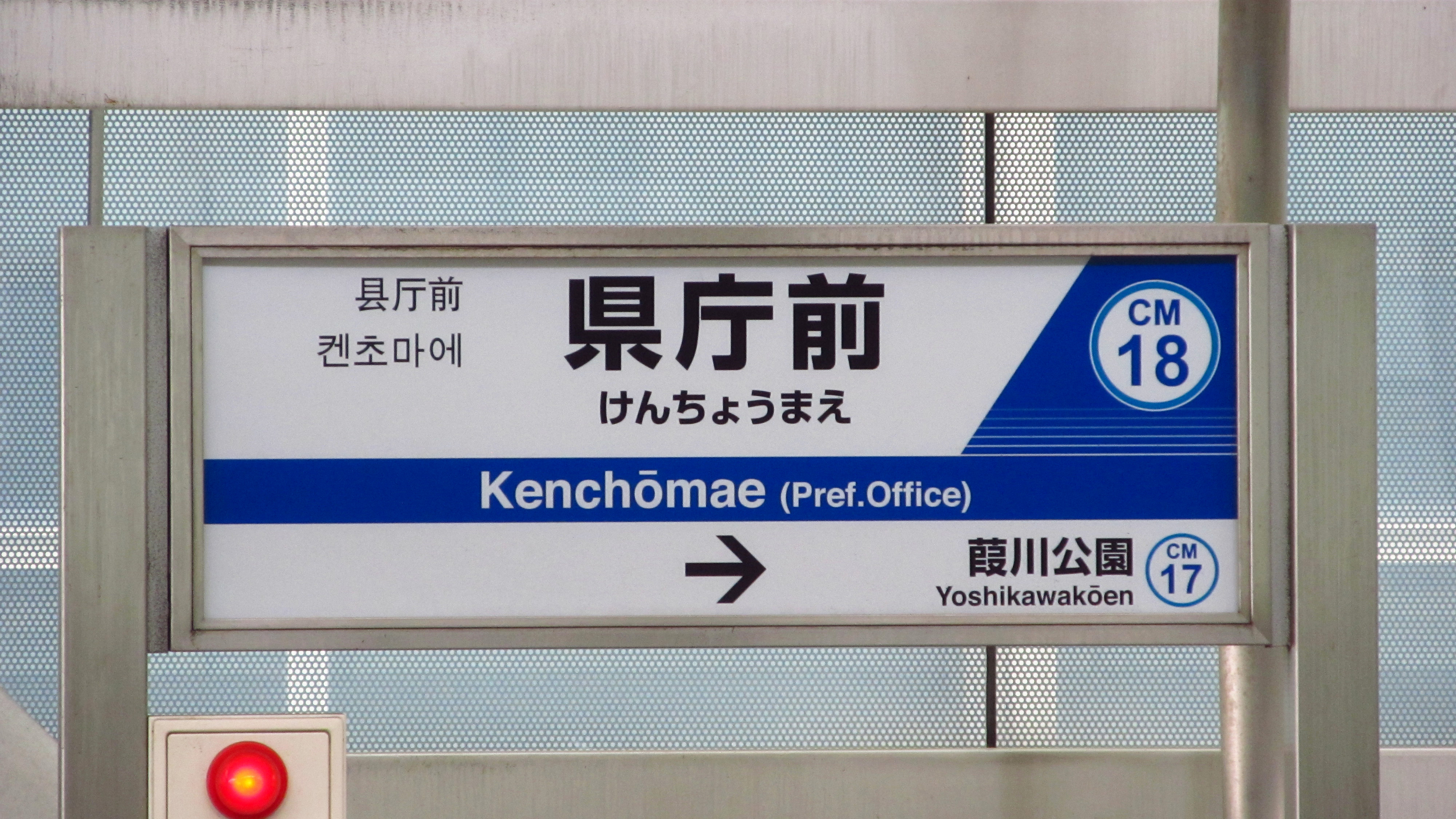
1番線駅名標（2019年7月）

## 利用状況
2019年度の1日平均乗車人員は943人である。
近年の1日平均乗車人員推移は下記の通り。
| 年度   | 一日平均 乗車人員 |
| ------ | ----------------- |
| 1999年 | 1,090             |
| 2000年 | 1,156             |
| 2001年 | 1,202             |
| 2002年 | 1,201             |
| 2003年 | 1,112             |
| 2004年 | 958               |
| 2005年 | 920               |
| 2006年 | 899               |
| 2007年 | 835               |
| 2008年 | 822               |
| 2009年 | 877               |
| 2010年 | 855               |
| 2011年 |                   |
| 2012年 |                   |
| 2013年 |                   |
| 2014年 |                   |
| 2015年 |                   |
| 2016年 | 843               |
| 2017年 | 871               |
| 2018年 | 919               |
| 2019年 | 943               |

## 駅周辺

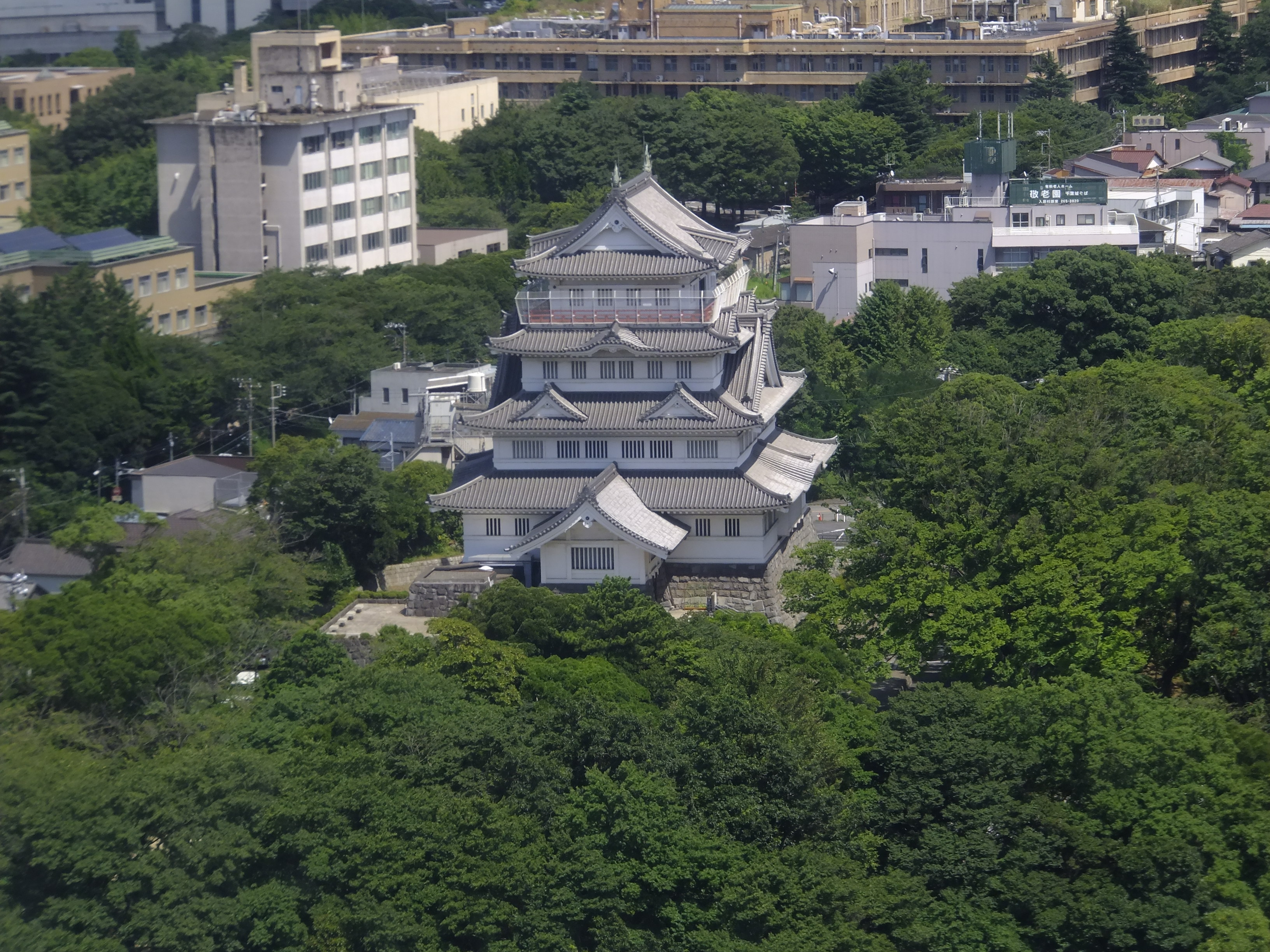
亥鼻公園内にある亥鼻城（千葉市立郷土博物館）

千葉市の行政中心部（官庁街、文教地区）である駅東口方面は官庁街のほか、千葉大学（医、薬、看護）をはじめ、千葉県立千葉中学校・高等学校などを有する文教地区として知られる。
北東側には国道126号、南側には千葉県道20号千葉大網線（大網街道）、北西側には千葉県道217号本千葉停車場線が走る。

### 周辺の駅
- JR東日本 本千葉駅
- 京成電鉄 千葉中央駅

### 東側
中央・市場町・長洲・亥鼻・葛城・末広方面
- 千葉県庁
  - 千葉県庁内郵便局
  - 千葉銀行 県庁支店
  - 第二亥鼻別館
- 千葉地方裁判所 本庁
  - 千葉家庭裁判所
  - 千葉簡易裁判所
- 千葉地方検察庁 本庁・南町分室
- 千葉県警察 本部
- 千葉県教育会館

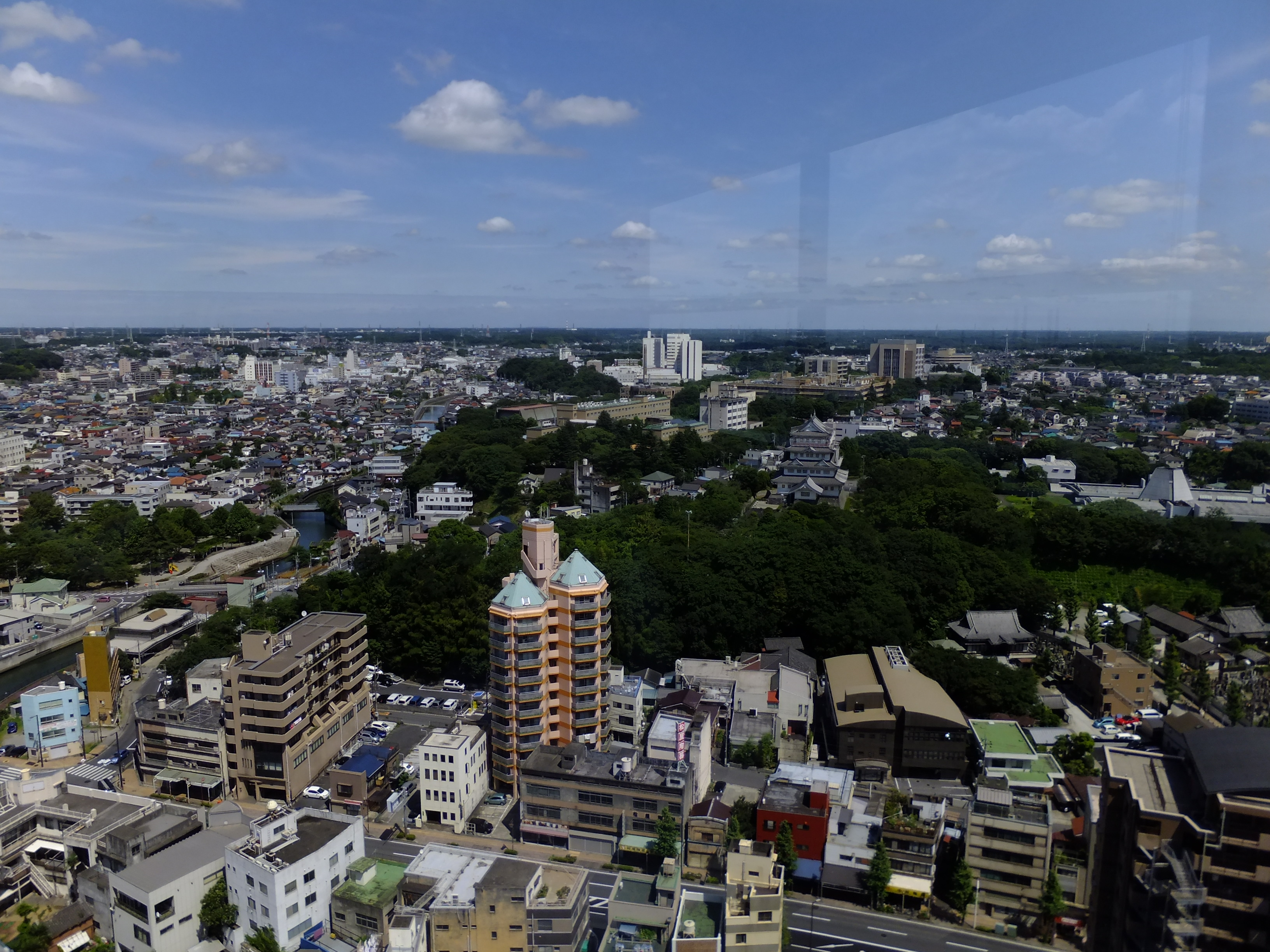
駅東側周辺

- Qiball（きぼーる） - 公共施設と商業施設が入居する複合施設
- 千葉県障害者就労事業振興センター
- 自由民主党千葉県支部連合会 千葉自由民主会館
- 全国農業協同組合連合会千葉県本部 米穀部蚕糸会館
- 千葉県母子寡婦福祉連合会 千葉県母子福祉会館
- 千葉市亥鼻福祉作業所
- 千葉大学医学部附属病院
- 千葉大学 亥鼻キャンパス（医学部・薬学部・看護学部）
- 千葉県立千葉中学校・高等学校
- パリ総合美容専門学校 千葉校
- 千葉中央四郵便局
- 千葉亥鼻郵便局
- 中央労働金庫 千葉県庁前出張所
- 千葉日報社
- 千葉県土地開発公社
- 日本都市環境公社
- ヤマト運輸 千葉県庁センター
- 亥鼻公園
  - 千葉市立郷土博物館 - 亥鼻城（千葉城）
  - 千葉県立中央図書館
  - 千葉県文化会館
- 羽衣公園
- 胤重寺

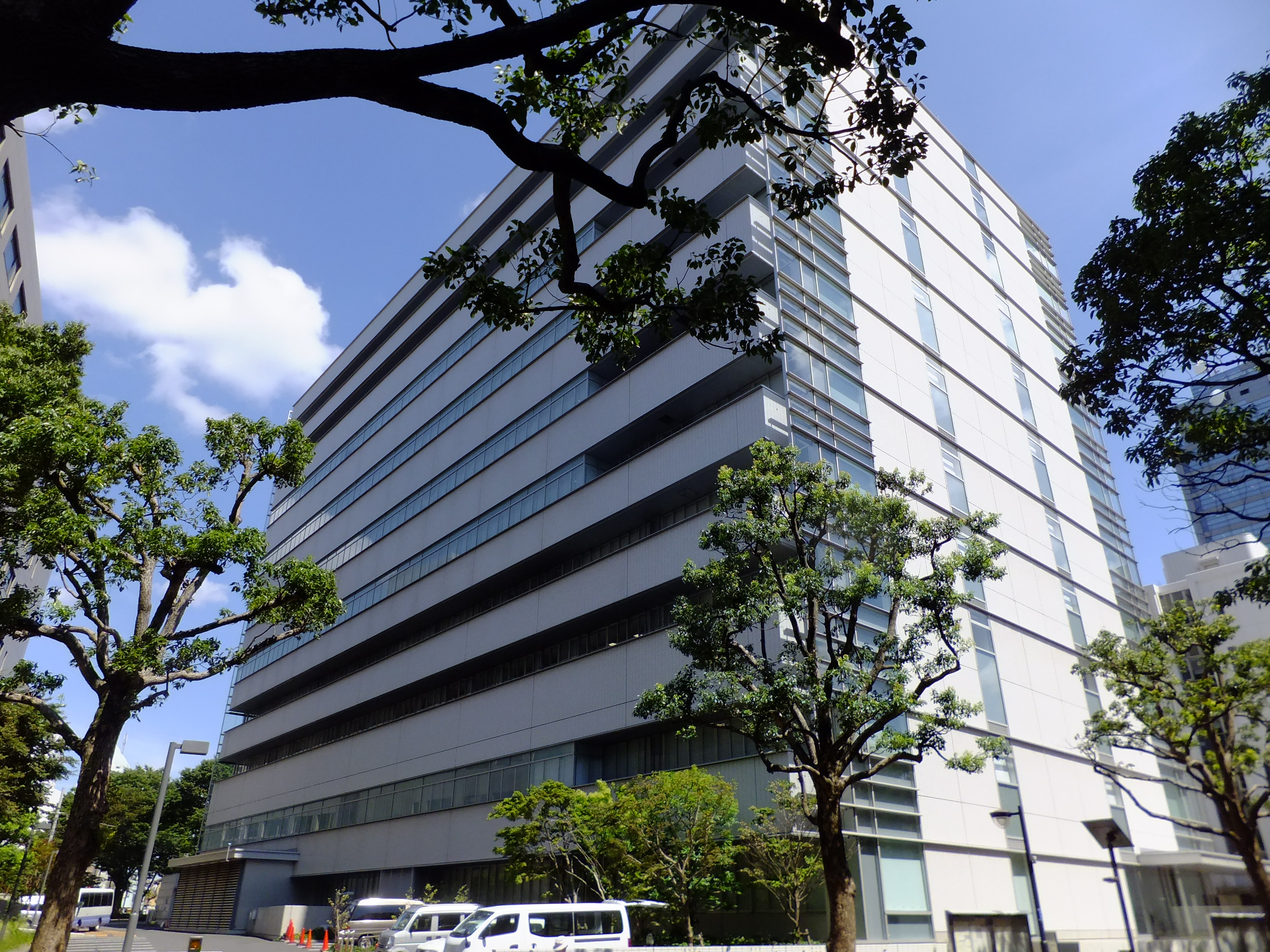
千葉地方裁判所 本庁
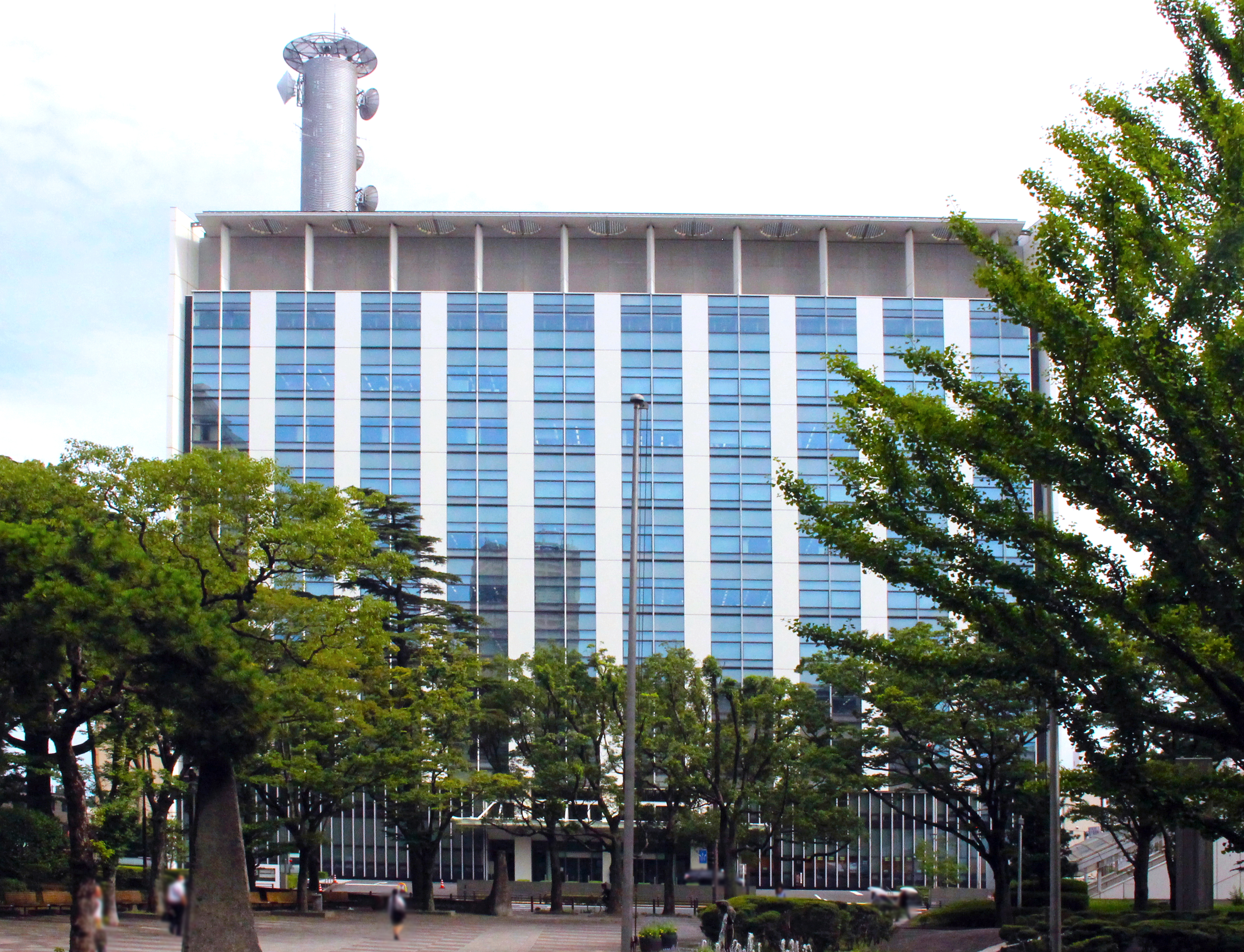
千葉県警察 本部
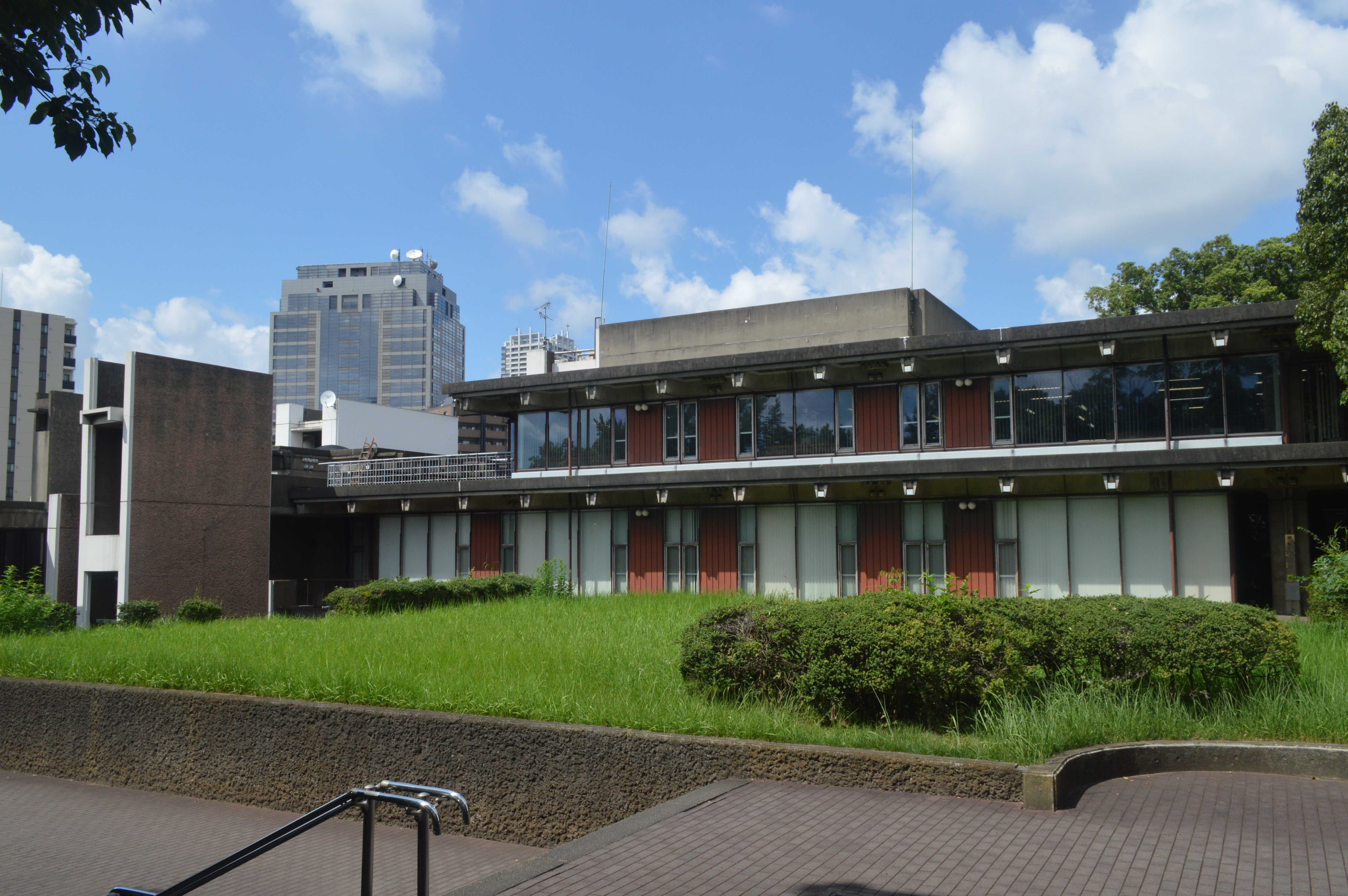
千葉県立中央図書館
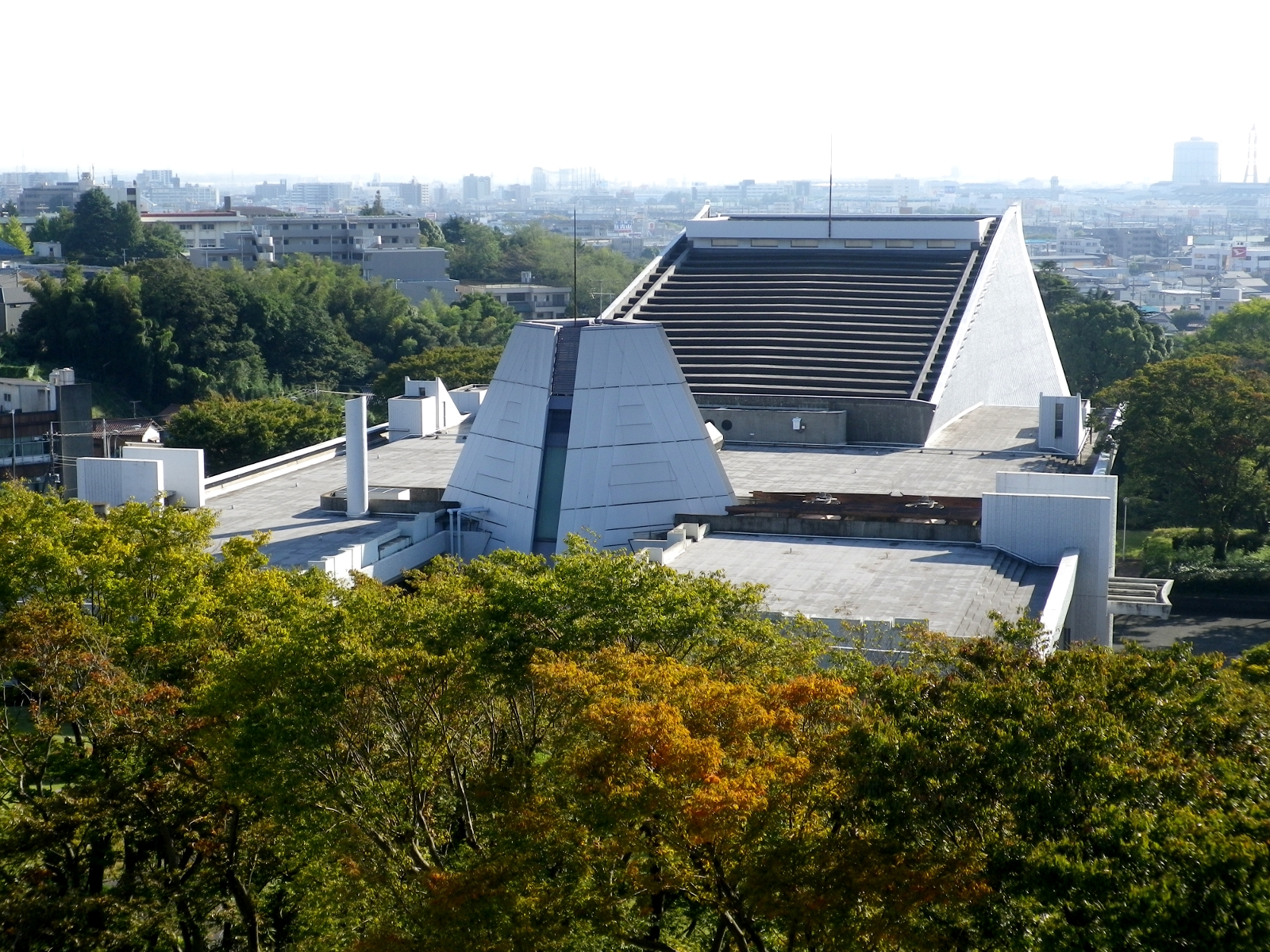
千葉県文化会館
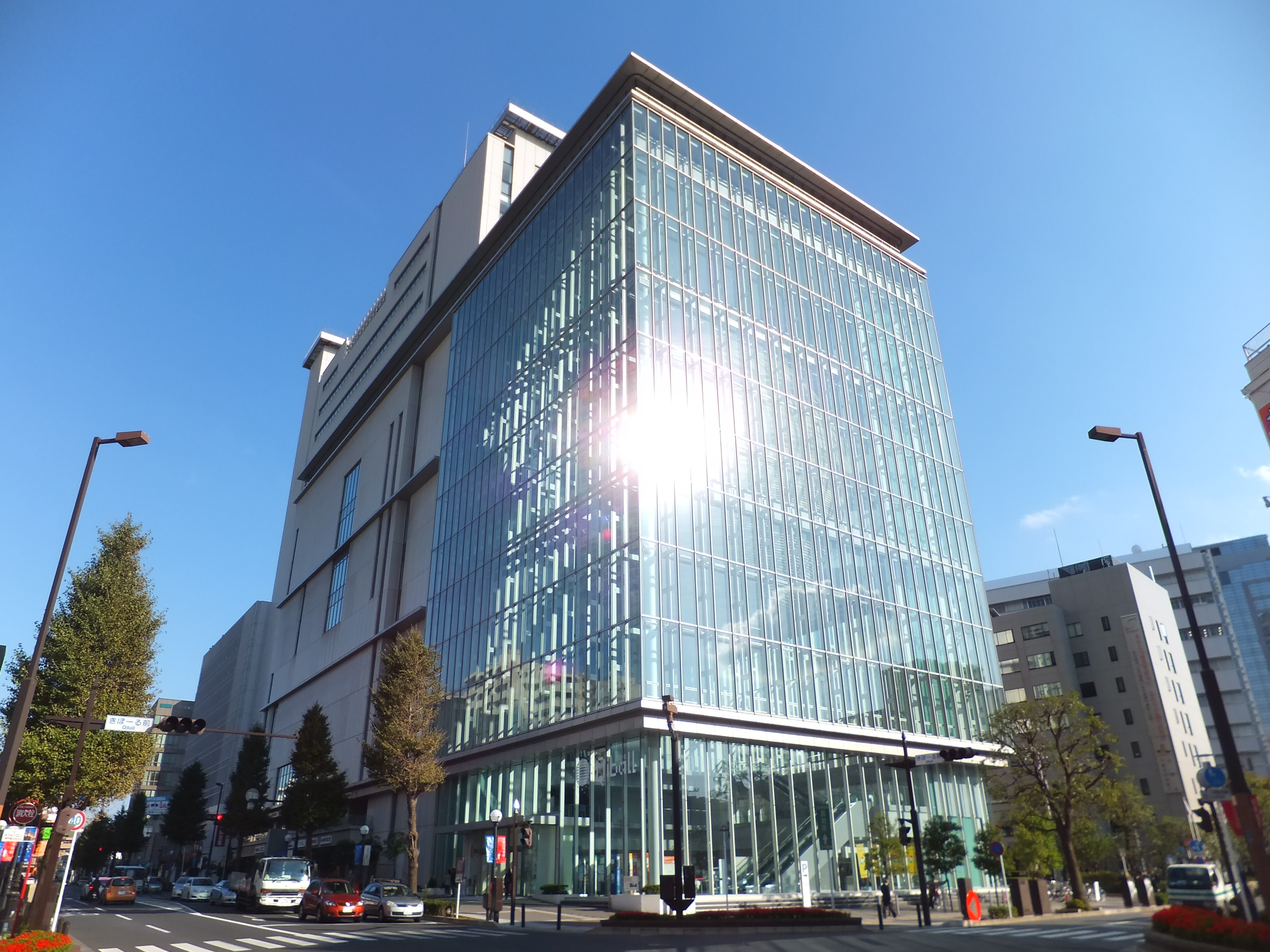
Qiball（きぼーる）
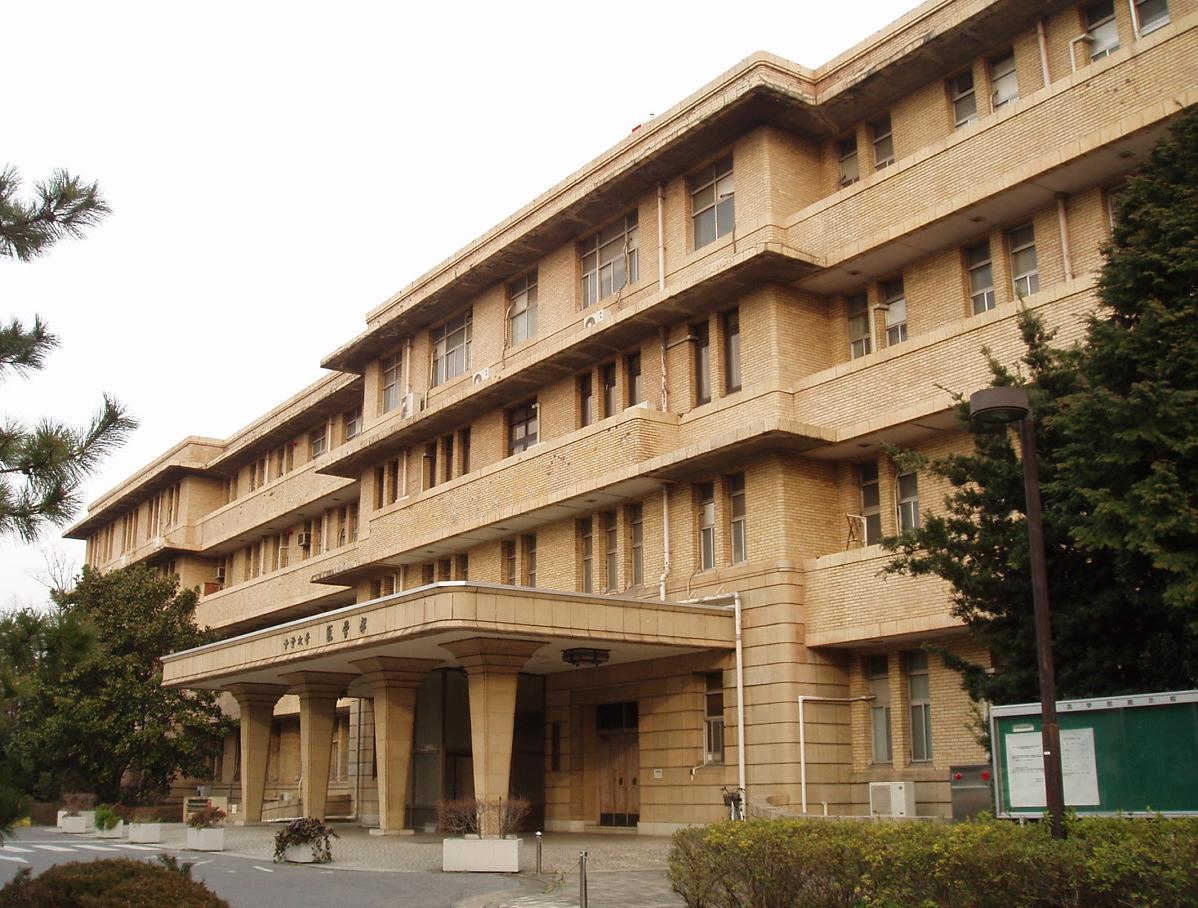
千葉大学 亥鼻キャンパス（医学部本館）
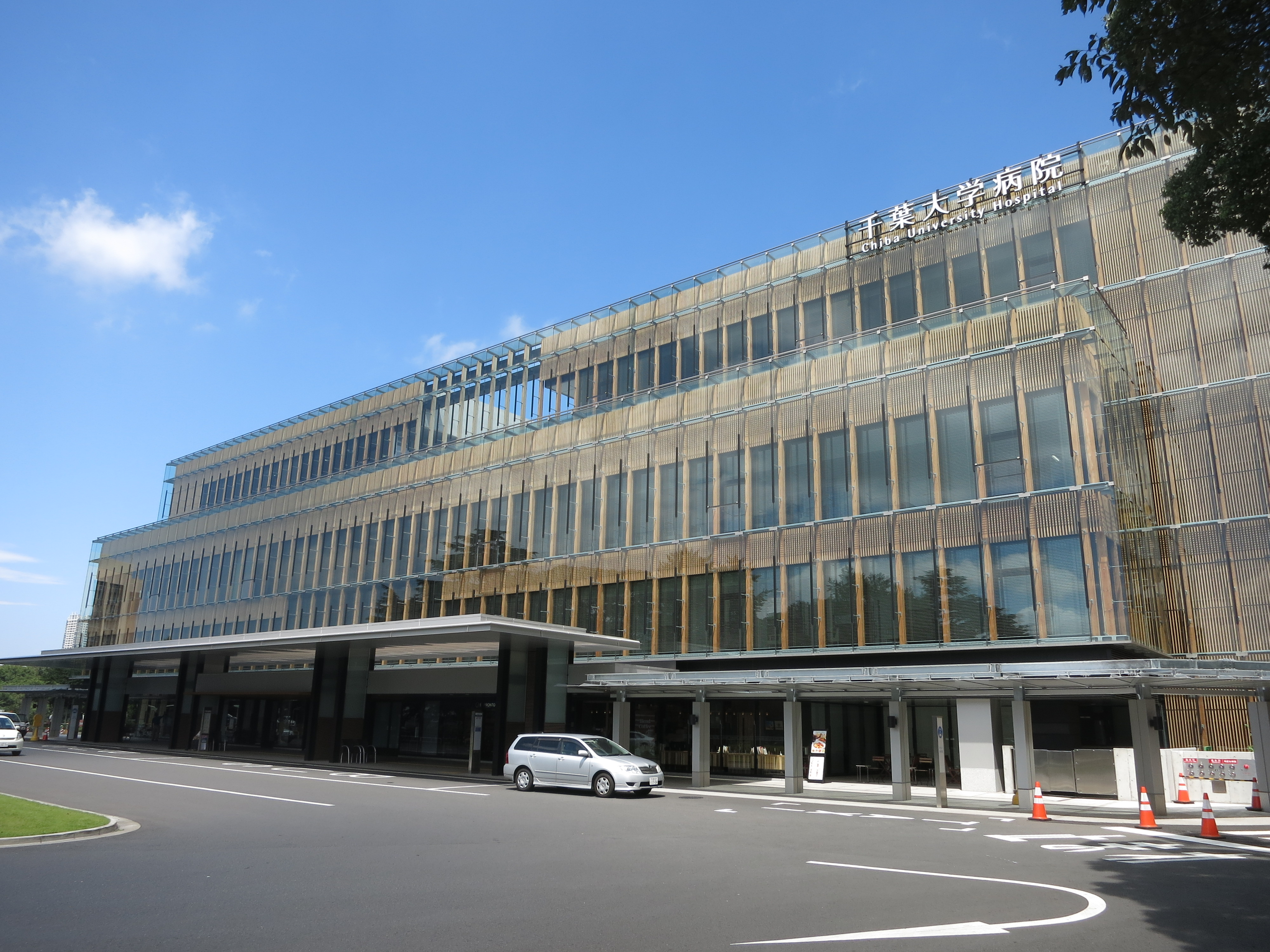
千葉大学医学部附属病院
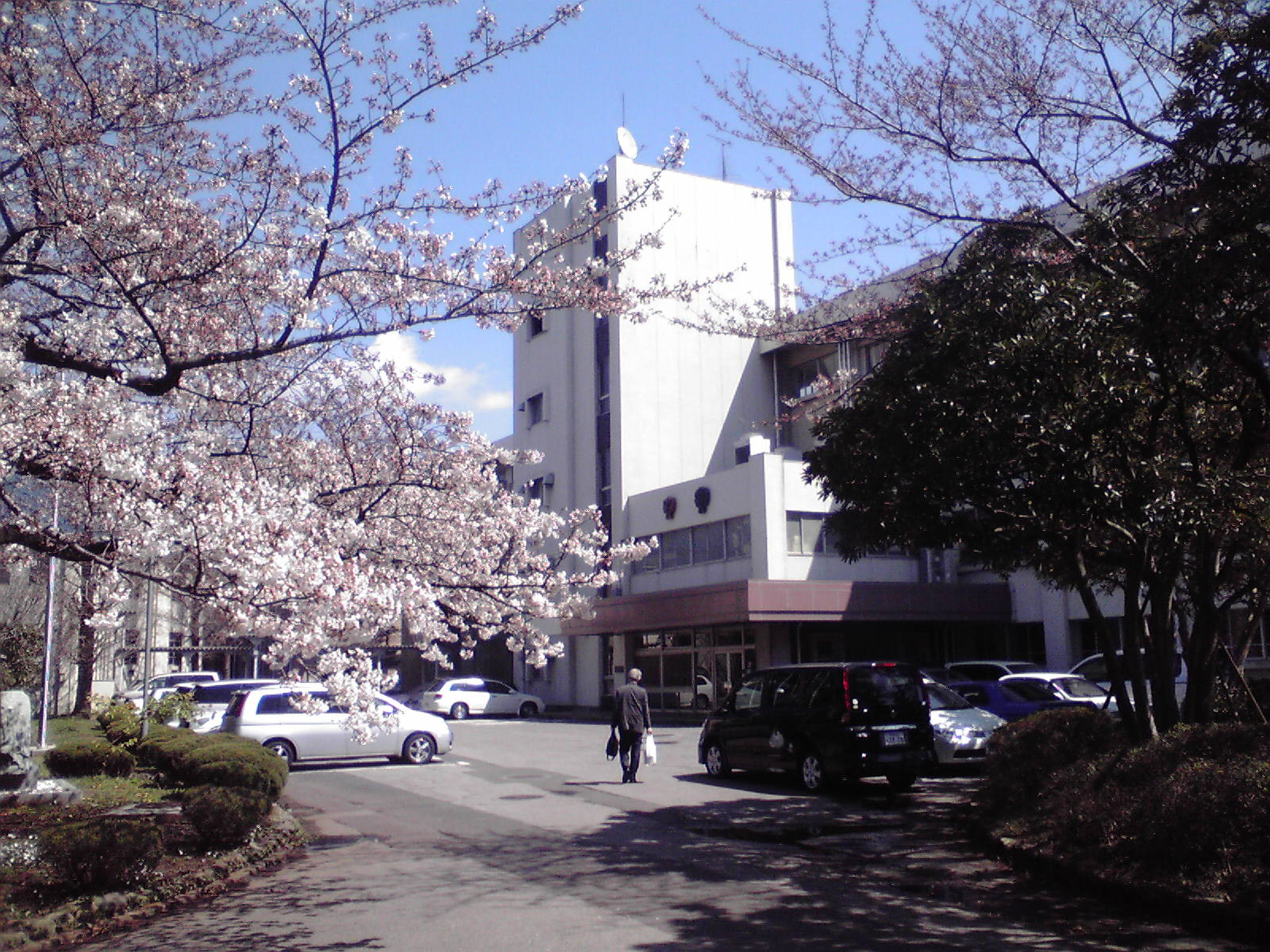
千葉県立千葉中学校・高等学校
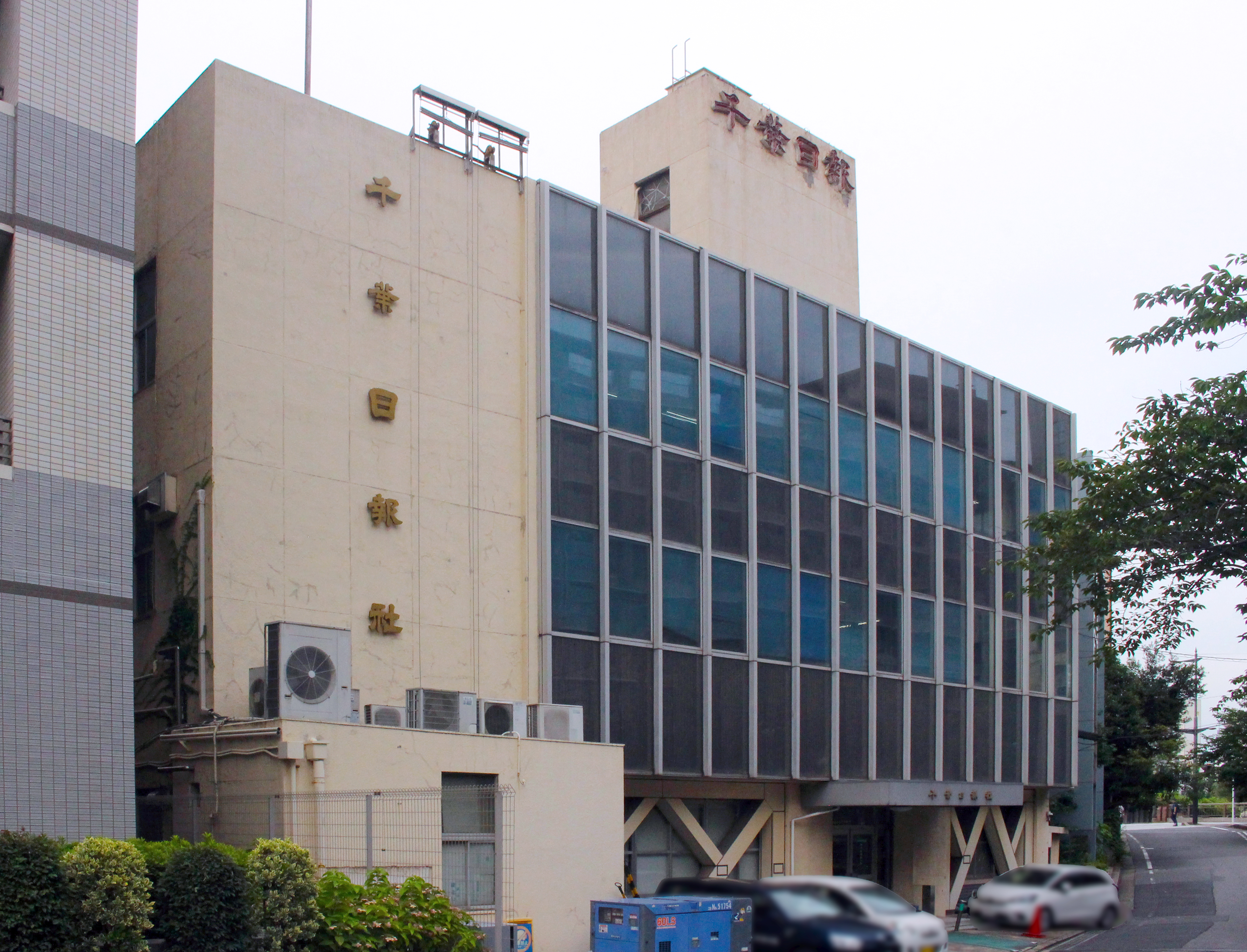
千葉日報社

### 西側
中央・本千葉町・長洲・寒川町方面

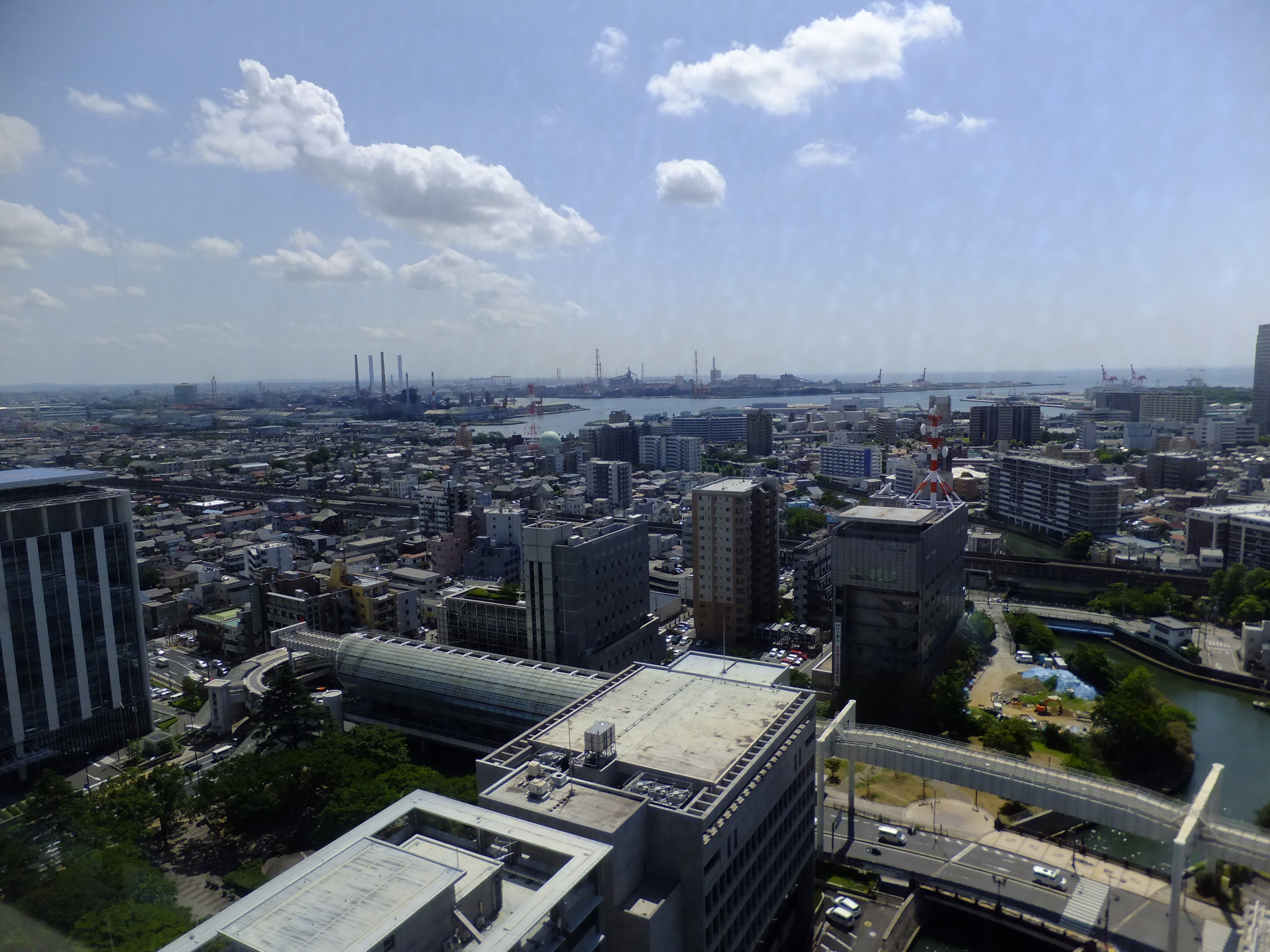
駅西側周辺

- 農林水産省関東農政局千葉県拠点（千葉農政事務所）

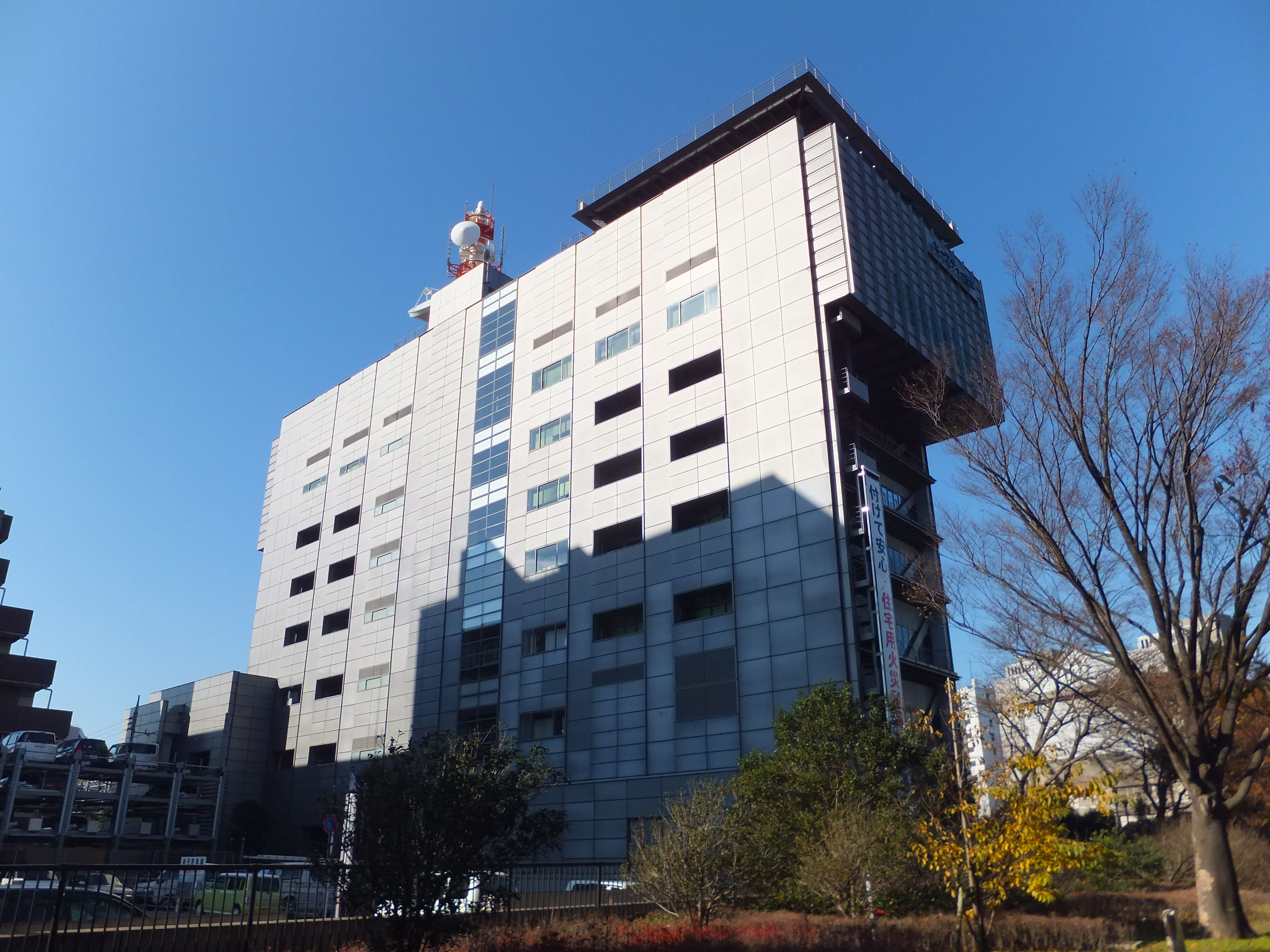
千葉市消防局 本部
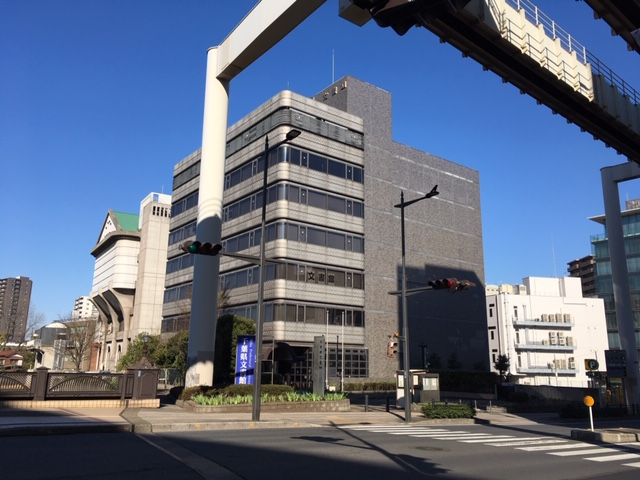
千葉県文書館
- 千葉県自治会館
- 千葉県建設会館ビル
  - 建設業労働災害防止協会 千葉県支部
  - 千葉県商工会連合会
- 柏戸病院
- 明聖高等学校本校
- 本千葉駅前郵便局
- 千葉銀行 長洲支店
- 農林中央金庫 千葉支店
- ミナーレ本千葉
- ホテルプラザ菜の花
- 都川公園

- 千葉市消防局 本部
- 千葉県文書館

## バス路線

### 高速バス
- 安房鴨川駅・亀田病院行【カピーナ号】（京成バス千葉イースト・日東交通）
- 木更津羽鳥野バスストップ経由 館山駅前・安房白浜駅行【南総里見号】（京成バス千葉イースト・日東交通）

### 路線バス
「県庁前」停留所
主なバス事業者と行先
- 京成バス千葉イースト
  - 誉田駅、千葉リハビリセンター、鎌取駅（千葉南営業所）、花輪、大宮団地
- 小湊鉄道バス
  - 八幡宿駅、大巌寺、イオンタウンおゆみ野、鎌取駅、千葉県がんセンター、白旗、明徳学園

## 付記
当初は大和橋上空に駅を造ることを予定していたが、千葉大学の反対で東進予定ルートが変更になったため現在地になった。計画されていた当時は昭文社などから市販されている地図に予定地と予定ルートが書かれていたこともある。

## 隣の駅
千葉都市モノレール
 1号線
葭川公園駅（CM17） - 県庁前駅（CM18）